# Jakarta Globe
Jakarta Globe – indonezyjski dziennik wydawany w języku angielskim, obecnie dostępny w formie serwisu internetowego. Został założony w 2008 roku.
Właścicielem „Jakarta Globe” jest przedsiębiorstwo mediowe BeritaSatu Media Holdings.
Pod koniec 2015 r. zaniechano wydawania pisma w formie drukowanej.